# Krylovskij rajon
Il Krylovskij rajon (in russo Крыловский район?) è un rajon del Kraj di Krasnodar, nella Russia europea.